# والنتین دایل
والنتین دایل (انگلیسی: Valentine Dyall؛ ۷ مهٔ ۱۹۰۸ – ۲۴ ژوئن ۱۹۸۵) بازیگر اهل بریتانیا بود.
وی که فرزند هنرپیشه قدیمی «فرانکلین دایل» بود، به واسطهٔ صدای بم و حزن‌انگیز خود، به عنوان راوی و صداپیشه نیز فعالیت می‌کرد. او کارش را با بازی در تئاتر آغاز کرد.

## گزیدهٔ فیلم‌شناسی

### سینما
- مسحور (۱۹۶۷)
- کازینو رویال (۱۹۶۷)
- شهر مردگان (۱۹۶۰)
- هویت نامشخص (۱۹۶۰)
- ایوانهو (۱۹۵۲)
- مردان سیاه‌پوش (۱۹۵۰)
- دکتر مورل (۱۹۴۹)
- کریستوف کلمب (۱۹۴۹)
- بی‌بی پیک (۱۹۴۹)
- داستان شرلی یورک (۱۹۴۸)
- کشتی شب‌رو به دابلین (۱۹۴۶)
- سزار و کلئوپاترا (۱۹۴۵)
- برخورد کوتاه (۱۹۴۵)
- می‌دانم کجا می‌روم (۱۹۴۵)
- هنری پنجم (۱۹۴۴)
- قناری زرد (۱۹۴۳)
- زندگی و مرگ سرهنگ بلیمپ (۱۹۴۳)

### تلویزیون
- ارتش سری (۱۹۷۷)